# Умей сказать «нет!»
«Умей сказать „нет!“» — советский фильм 1978 года снятый на киностудии «Туркменфильм» режиссёром Ходжакули Нарлиевым.

## Сюжет
Родители считают, что юному Тайчи нужно жениться, для этого находят девушку Акджемал, за которую назначен большой калым. Тайчи хочет учиться, а сердце девушки отдано другому юноше селения, но старшие уже всё решили. Играют свадьбу, невестка приходит в дом.
После свадьбы вся семья, вынуждена была неустанно работать, чтобы выплатить огромный калым за невестку. Тойчи устраивается в бригаду ремонтников на железной дороге, где труд под палящим солнцем тяжёл, но зато много платят. Старый Сары—ага не выходит из кузницы. Дурсун—эдже с дочерью неустанно катает кошмы и ткёт ковры.
Но выплатить оставшуюся сумму калыма семья всё-равно не может, и через некоторое время невесту забирают.
Тойчи, работая на железной дороге, подрабатывает «в свободное время» вместе с отцом. Сары—ага помимо кузницы нанимается ещё и на стройку. Продается всё ценное, что есть в доме. У всех друзей и родственников берутся деньги в долг. Невестка возвращается обратно. Но калым всё ещё не выплачен до конца.
А молодые несчастливы, Акджемал не может забыть первую любовь, хотя и стала матерью детей Тойчи.
Надорвавшись от непосильной работы, Тойчи попадает в больницу и здесь переоценивает случившееся, со всей глубиной чувствуя, сколько горя принесло им с Акджемал решение родителей. Получив весть, что теперь и его младшую сестру разлучив с любимым хотят продать за двадцать тысяч, чтобы выплатить оставшиеся три тысячи калыма за Акджемал, Тойчи возвращается в аул, чтобы предотвратить новое несчастье, сказать «нет!» позорному обычаю, принуждающему людей к браку без любви.

## В ролях
- Овез Геленов — Тойчи
- Майя Аймедова — Акджемал
- Ата Бяшимов — Сары-ага
- Сабира Атаева — Дурсун-эдже
- Тезегуль Ханныева — Бахар
- Халлы Курбанов — Ягмур
- Хоммат Муллык — Нурли-ага
- Пиркули Атаев — Аман-ага
- Дильбер Розыева — Гозель Дурдыева
- Тачбиби Гафурова — сваха
- Курбан Кельджаев — Черкес
- Ходжаберды Нарлиев — Мирза
- Аширмухамед Ишанкулиев — Азат
- Ата Довлетов — Ходжа, сесед по палате
- Лидия Котовщикова — медсестра
- Акмурад Хуммедов — врач
- Огулькурбан Дурдыева — Айсолтан, сеседка
- Джерен Ишанкулиева — директор школы

## Критика
В картине режиссёр строит кинематографическое повествование как строгую по тону и подробную в прозаических деталях семейную хронику. В картине показывается сегодняшняя жизнь небольшого туркменского аула. Картина клеймит такой страшный, архаический пережиток в быту, как калым, взимаемый за невесту её родителями. Пафос фильма, выраженный в его названии, обращён к молодёжи, призывает её к гражданской активности в борьбе с дремучими, отжившими свой век традициями.— Многонациональное советское киноискусство / Лилия Маматова. — М.: «Знание», 1982. — 158 с. — стр. 126